# Sinéad Burke
Sinéad Burke (1990) es una escritora, académica, influente, activista y locutora irlandesa, popular por su charla TED "Por qué el diseño debe incluir a todo el mundo". Apareció en la portada de The Business of Fashion en mayo de 2018 junto a Kim Kardashian con una entrevista como parte de la serie "The Age of Influence". Fue seleccionada como una de las 100 mujeres de la BBC en 2019.

## Trayectoria
Burke se formó como maestra de escuela primaria, se graduó en el Instituto de Educación 'Marino' como la mejor de su clase y ganó la medalla Vere Foster. Actualmente está trabajando en un doctorado en el Trinity College de Dublín sobre la educación en materia de derechos humanos, con especial atención a la forma en que las escuelas permiten que los niños tengan voz propia.
A los 16 años, Burke se sentía excluida de las conversaciones y experiencias sobre moda debido a las limitadas opciones que tenía a su disposición como persona con acondroplasia, por lo que empezó a escribir un blog para destacar la naturaleza exclusiva de la industria de la moda. "La gente no me tomaba en serio por mi estética física, así que empecé a bloguear... y a llamar a la industria [de la moda]".
Cofundó el Colectivo de Moda y Diseño Inclusivo (IFDC) junto con la defensora de la discapacidad de Estados Unidos, Liz Jackson, con el fin de "desafiar a los diseñadores que tradicionalmente no han pensado de forma muy diversa, a trabajar con personas con discapacidades y encontrar bellas soluciones a estos problemas" porque "la estética es muy importante, pero si miras los productos diseñados específicamente para la comunidad de personas discapacitadas, son bastante feos". 
Jackson y Burke fueron invitadas a asistir a la Casa Blanca para un evento titulado "Diseño para todos" donde la administración Obama destacó la intersección de la moda y la discapacidad. Burke hizo una campaña activa para destacar la importancia del diseño inclusivo en todas las áreas de la vida debido a los desafíos prácticos que enfrenta al vivir y moverse en un mundo que no fue diseñado para personas con discapacidades. "El diseño es un enorme privilegio, pero es una responsabilidad mayor".

## Reconocimientos
En 2012, Burke bajo el alias de Miss Minnie Mélange ganó la final del concurso de Miss Irlanda Alternativa. Es embajadora de la Sociedad Irlandesa para la Prevención de la Crueldad con los Niños y las Niñas Guías Irlandesas desde 2017. En 2019, Se convirtió en la primera persona con enanismo que asistió a la Gala del Met. También formó parte de la colección "Finding Power" de Joe Caslin, expuesta en la Galería Nacional de Irlanda.
El 4 de abril de 2019, el presidente de Irlanda, Michael D. Higgins, la nombró miembro de su Consejo de Estado. Fue una de las quince mujeres seleccionadas para aparecer en la portada del número de septiembre de 2019 de la revista British Vogue, edición británica de la revista Vogue, por la editora invitada Meghan de Sussex. Fue incluida en el ranking de las 100 Mujeres de la BBC en 2019.